# Никола Попилиев
Никола Иванов Попилиев (изписване до 1945 година: Никола попъ Илиевъ) е български адвокат и общественик от Македония, деец на македонската емиграция в България.

## Биография
Никола Попилиев е роден в град Струмица, тогава в Османската империя. Завършва правните науки в Женевския университет в 1909 година и в Лиежкия университет в 1911 година. От юли 1911 година е кандидат за съдебна дължност при Търновския окръжен съд, но през август същата година по негово желание е преместен за такъв в Софийския окръжен съд. През декември същата година е уволнен поради заминаване за отбиване на военна повинност. През 1914 година е допълнителен член при Струмишкия окръжен съд, когато родният му град съгласно Букурещкия договор от 1913 година е част от България. По негово желание е уволнен през юни същата година и започва работа като адвокат в Струмица. Участва в Първата световна война като запасен подпоручик в Четиринадесети пехотен македонски полк. Награден е с орден „За храброст“, IV степен.
Живее в българската столица София, където работи като адвокат. Деец е на Струмишкото благотворително братство и е негов председател към 1921 година. На 2 октомври тази година в София се открива Третия велик събор на македонските братства, който избира представители за срещата с неутралните братства, между които е и Струмишкото, която се провежда на 4 октомври. За представител на Струмишкото братство е избран Никола Попилиев, но той не присъства, тъй като по това време не се намира в столицата. Към края на 1922 година е избран за делегат от братството заедно с Христо Ампов на обединителния конгрес на Македонската федеративна организация и Съюза на македонските емигрантски организации, проведен в януари 1923 година. През 1924 година е изпратен от Националния комитет на македонските братства в Цариград сред колонията на тамошните българи, за да направи връзка с техните организации, но мисията му се проваля.
- Протокол от обединителния конгрес на македонската емиграция в България, 1923 г., стр.1
- Протокол от обединителния конгрес на македонската емиграция в България, 1923 г., стр.2